# Championnat du Nigeria féminin de football 2022-2023
Navigation
Édition précédente Édition suivante
La saison 2022-2023 du championnat du Nigeria féminin de football est la trente-troisième saison du championnat. Les Bayelsa Queens remettent leur titre en jeu.

## Participants
| Abia Angels Adamawa Queens Bayelsa Queens Confluence Queens Delta Queens Edo Queens Naija Ratels Nasarawa Amazons Osun Babes Rivers Angels Robo Queens Royal Queens HQ* Ibom Angels |

| - Groupe A | - Groupe B |

Les Ibom Angels et les Heartland Queens sont promus de NWFL Championship (D2).
| Nom du club            | Ville         | Groupe | Palmarès                                     |
| ---------------------- | ------------- | ------ | -------------------------------------------- |
| Abia Angels            | Umuahia       | B      |                                              |
| Adamawa Queens         | Yola          | B      |                                              |
| Bayelsa Queens         | Yenagoa       | A      | 5 (2004, 2006, 2007, 2018, 2022)             |
| Confluence Queens (en) | Lokoja        | B      |                                              |
| Delta Queens           | Asaba         | A      | 5 (2003, 2008, 2009, 2011, 2012)             |
| Edo Queens             | Benin City    | B      |                                              |
| Heartland Queens       | Owerri        | A      |                                              |
| Ibom Angels            | Uyo           | B      |                                              |
| Naija Ratels           | Makurdi       | A      |                                              |
| Nasarawa Amazons       | Lafia         | B      | 2 (2013, 2017)                               |
| Osun Babes (en)        | Osogbo        | A      |                                              |
| Rivers Angels          | Port Harcourt | A      | 7 (1994, 2010, 2014, 2015, 2016, 2019, 2021) |
| FC Robo Queens         | Lagos         | B      |                                              |
| Royal Queens           | Warri         | A      |                                              |

## Compétition
Le championnat se dispute en deux poules de 7 équipes. Les trois premières de chaque poule se qualifient pour les play-offs, le Super Six. Le vainqueur se qualifie pour le tournoi de qualification de la zone UFOA-B pour la Ligue des champions de la CAF.

### Phase de groupes
| Rang | Équipe             | Pts | J  | G | N | P | Bp | Bc | Diff |
| ---- | ------------------ | --- | -- | - | - | - | -- | -- | ---- |
| 1    | Delta Queens       | 26  | 12 | 7 | 5 | 0 | 19 | 5  | +14  |
| 2    | Bayelsa Queens T   | 25  | 12 | 7 | 4 | 1 | 18 | 5  | +13  |
| 3    | Rivers Angels      | 20  | 12 | 5 | 5 | 2 | 10 | 8  | +2   |
| 4    | Naija Ratels       | 15  | 12 | 4 | 3 | 5 | 12 | 10 | +2   |
| 5    | Heartland Queens P | 12  | 12 | 3 | 3 | 6 | 6  | 13 | -7   |
| 6    | Royal Queens       | 9   | 12 | 2 | 3 | 7 | 3  | 14 | -11  |
| 7    | Osun Babes (en)    | 7   | 12 | 2 | 1 | 9 | 7  | 20 | -13  |

| Rang | Équipe                 | Pts | J  | G | N | P  | Bp | Bc | Diff |
| ---- | ---------------------- | --- | -- | - | - | -- | -- | -- | ---- |
| 1    | Edo Queens             | 25  | 12 | 8 | 1 | 3  | 24 | 10 | +14  |
| 2    | FC Robo Queens         | 22  | 12 | 7 | 1 | 4  | 24 | 11 | +13  |
| 3    | Confluence Queens (en) | 21  | 12 | 6 | 3 | 3  | 15 | 15 | 0    |
| 4    | Nasarawa Amazons       | 20  | 12 | 6 | 2 | 4  | 19 | 10 | +9   |
| 5    | Adamawa Queens         | 14  | 12 | 4 | 2 | 6  | 7  | 18 | -11  |
| 6    | Abia Angels            | 13  | 12 | 4 | 1 | 7  | 11 | 12 | -1   |
| 7    | Ibom Angels            | 6   | 12 | 2 | 0 | 10 | 6  | 30 | -24  |

- Qualifiées pour les play-offs

### Super Six
Lors du Super Six, les équipes sont réparties en deux groupes de trois, dans lesquelles elles s'affrontent chacune une fois. Les équipes qui terminent en tête sont qualifiées pour la finale.
| Rang | Équipe           | Pts | J | G | N | P | Bp | Bc | Diff |  | Résultats (▼ dom., ► ext.) | BQ | RA  | RQ  |
| ---- | ---------------- | --- | - | - | - | - | -- | -- | ---- |  | -------------------------- | -- | --- | --- |
| 1    | Bayelsa Queens T | 6   | 2 | 2 | 0 | 0 | 2  | 0  | +2   |  | Bayelsa Queens T           |    | 1-0 | 1-0 |
| 2    | Rivers Angels    | 3   | 2 | 1 | 0 | 1 | 2  | 1  | +1   |  | Rivers Angels              |    |     | 2-0 |
| 3    | FC Robo Queens   | 0   | 2 | 0 | 0 | 2 | 0  | 3  | -3   |  | FC Robo Queens             |    |     |     |

| Rang | Équipe                 | Pts | J | G | N | P | Bp | Bc | Diff |  | Résultats (▼ dom., ► ext.) | DQ | CQ  | EQ  |
| ---- | ---------------------- | --- | - | - | - | - | -- | -- | ---- |  | -------------------------- | -- | --- | --- |
| 1    | Delta Queens           | 4   | 2 | 1 | 1 | 0 | 3  | 1  | +2   |  | Delta Queens               |    | 3-1 | 0-0 |
| 2    | Confluence Queens (en) | 3   | 2 | 1 | 0 | 1 | 2  | 3  | -1   |  | Confluence Queens (en)     |    |     | 1-0 |
| 3    | Edo Queens             | 1   | 2 | 0 | 1 | 1 | 0  | 1  | -1   |  | Edo Queens                 |    |     |     |

### Match pour la3eplace
| Match pour la 3e place | Confluence Queens (en) | 0 – 2 | Rivers Angels                             | Stephen Keshi Stadium, Asaba |  |
| 11 juin 2023 12:00 WAT |                        |       | 61e Adaobi Okah · 68e Ikekhua Oghenebrume |                              |  |

### Finale
| Finale                 | Bayelsa Queens         | 1 – 2   | Delta Queens         | Stephen Keshi Stadium, Asaba |  |
| 11 juin 2023 16:00 WAT | Chisom Henry 14e (csc) | (1 - 0) | 67e 86e Chinaza Agoh |                              |  |

## Distinctions individuelles
| Meilleure joueuse   | Chinaza Agoh      |
| Meilleure buteuse   | Omokwo Mercy      |
| Meilleure gardienne | Mgbechi Anderline |